# Памятник Алексею Алчевскому (Харьков)
Памятник Алексею Алчевскому — бюст-памятник выдающемуся меценату Алексею Алчевскому, установленный 23 августа 2004 в сквере Победы на углу улиц Чернышевского и Жён Мироносиц. Памятник является подарком к празднованию 350-летия основания Харькова.
На табличке указано:
«Алчевський Олексій Кирилович
Промисловець, банкір, меценат, громадський діяч
Харків’янам від м. Алчевськ на честь 350-річчя Харкова»
Две копии памятника находятся в городе Алчевск и установлены на улице Ленина и на аллее, ведущей к центральной проходной ПАО «Алчевский металлургический комбинат».